# Matylda (jezero)
Matylda je uměle vytvořené původně neprůtočné rekultivační jezero v severozápadní části města Mostu v části Souš. Po dokončení je na mapách zakresleno jako průtočná nádrž, jejíž přítok i odtok nese rovněž jméno Matylda. Vodní nádrž vznikla při rekultivaci zatopením bývalého lomu Vrbenský, na některých mapách je proto uváděna jako vodní nádrž Vrbenský, jak se zpočátku jmenovala. Nyní se jmenuje Matylda podle původního jména dolu z doby první republiky a jezero Vrbenský je označením pro menší vodní plochu zhruba 500 metrů severně od Matyldy. Jezero Matylda ze severu obklopuje silnice I/13 a z jihu Autodrom Most vybudovaný na rekultivované výsypce právě z tohoto dolu.

## Vznik nádrže
Na místě byl původně důl Matylda, který byl po druhé světové válce přejmenován po zemřelém komunistickém poslanci Bohuslavu Vrbenském na důl (Bohuslav) Vrbenský. Po skončení těžby začala rekultivace celého území. Stavba vodní nádrže byla zahájena v roce 1986, kdy byly upraveny těsnicí vrstvy na dně budoucí nádrže. V roce 1992 se začala napouštět vodou z Nechranického přivaděče. Tento přivaděč slouží ke každoročnímu dopouštění vody.
Vodní nádrž má rozlohu 38,7 ha a průměrnou hloubku 3,5 až 4 metry a slouží k rekreaci, provozování vodních sportů i rybářům. Je zde půjčovna vodních skútrů, kterou provozuje občanské sdružení Nautic club Litvínov. Sdružení vzniklo jako klubové zařízení zaměřené na jízdu vodními skútry a plánuje u nádrže výstavbu areálu vodních sportů. Z dalších sportů jsou zde možné vodní lyžování a windsurfing. V roce 2008 se začala stavět a roku 2009 zde byla dokončena čtyřkilometrová in-line bruslařská dráha.
Břehy nádrže mají plážovou a parkovou úpravu. U nádrže se nachází autokemp. Pláž je kamenito-písčitá, vstup do vody je možný po betonových molech.